# Compsoctena
Compsoctena is een geslacht van vlinders uit de familie Eriocottidae. De wetenschappelijke naam van het geslacht is voor het eerst geldig gepubliceerd in 1852 door Philipp Christoph Zeller.

## Synoniemen
- Alavona Walker, 1863
  - type: Alavona indecorella Walker, 1863
- Eccompsoctena Walsingham, 1897
- Galaria Walker, 1866
- Melasiniana Strand, 1914
- Thapava Walker, 1864
- Tissa Walker, 1863
- Torna Walker, 1863
- Toxaliba Walker, 1863

## Soorten
- C. aedifica (Meyrick, 1908))
- C. aethalea (Meyrick, 1907))
- C. africanella (Strand, 1909))
- C. agria (Meyrick, 1909))
- C. araeopis (Meyrick, 1926))
- C. autoderma (Meyrick, 1914))
- C. barbarella (Walker, 1856))
- C. brachyctenis (Meyrick, 1909))
- C. brandbergensis (Mey, 2007)
- C. byrseis (Meyrick, 1934))
- C. connexalis (Walker, 1863))
- C. cossinella (Walker, 1866))
- C. cossusella (Walker, 1856))
- C. cyclatma (Meyrick, 1908))
- C. delocrossa (Meyrick, 1921))
- C. dermatodes (Meyrick, 1914))
- C. expers (Meyrick, 1911))
- C. fossoria (Meyrick, 1920))
- C. furciformis (Meyrick, 1921))
- C. indecorella (Walker, 1856))
- C. intermediella (Walker, 1866)
- C. invariella (Walker, 1863)
- C. isopetra (Meyrick, 1921))
- C. kaokoveldi Mey, 2011
- C. leucoconis (Meyrick, 1926))
- C. lycophanes (Meyrick, 1924))
- C. media Walsingham, 1897

- C. melitoplaca (Meyrick, 1927)
- C. melitoploca (Meyrick, 1927))
- C. microctenis (Meyrick, 1914))
- C. minor (Walsingham, 1866)
- C. montana Dierl, 1970
- C. niphocosma (Meyrick, 1934))
- C. numeraria (Meyrick, 1914))
- C. ochrastis (Meyrick, 1937))
- C. ostracitis (Meyrick, 1913))
- C. pinguis (Meyrick, 1914)
- C. primella Zeller, 1852
- C. psammosticha (Meyrick, 1921))
- C. quassa (Meyrick, 1921))
- C. reductella (Walker, 1863)
- C. rudis (Meyrick, 1921))
- C. rustica (Strand, 1914))
- C. scriba (Meyrick, 1921))
- C. secundella (Walsingham, 1897))
- C. similis Dierl, 1970
- C. spilophanes (Meyrick, 1921))
- C. susurrans (Meyrick, 1911))
- C. talarodes (Meyrick, 1927))
- C. taprobana (Walsingham, 1887)
- C. terrestris (Meyrick, 1914))
- C. thwaitesii (Walsingham, 1887)
- C. ursulella (Walker, 1863))
- C. vilis (Walker, 1865)